# الهيئة العليا للرقابة الإدارية والمالية
الهيئة العليا للرقابة الإدارية والمالية (بالفرنسية: Haut Comité du Contrôle Administratif et Financier)‏ هي مؤسسة عمومية تونسية ذات صبغة إدارية، تأسست في 19 أبريل 1993، وتخضع إلى إشراف رئاسة الجمهورية التونسية. تتمثل مهامها الرئيسية في دعم الرقابة الإدارية والتنسيق بين برنامج دائرة المحاسبات وبرامج هيئات الرقابة العامة والتفقديات الوزارية.

رئيسها الحالي منذ 17 ديسمبر 2020 هو عماد الحزقي.

## المهام
تتمثل مهام الهيئة الرسمية حسب ما ورد في القانون عدد 50 لسنة 1993 المؤرخ في 3 مايو 1993 في ما يلي:
- تأمين تنسيق برامج تدخل هياكل الرقابة العامة والتفقد التي تحال للهيئة في مفتتح كل سنة ويتم في ضوئها ضبط البرامج الدورية لتدخل الهياكل المذكورة.
- دراسة واستغلال التقارير التي تعدها كل من دائرة المحاسبات وهيئات الرقابة العامة والتفقديات الوزارية، إذ تتولى الهيئة تأمين متابعة مدى تنفيذ التوصيات المضمنة بهذه التقارير وتتقدم في الغرض بمقترحات بخصوص الإجراءات الكفيلة بتلافي النقائص وتحسين طرق التصرف. كما يجوز لها توجيه توصيات إلى الأطراف المعنية، لإحالة المخالفين أمام القضاء الجزائي أو دائرة الزجر المالي.
- إبداء الرأي فيما يعرض عليها من استشارات بخصوص مشاريع النصوص التشريعية أو الترتيبية ذات العلاقة بتطوير طرق التصرّف العمومي وأساليبه أو تحسين جدوى عمل هياكل المراقبة الإدارية والمالية.
- المساهمة في الدراسات والندوات والملتقيات ذات الصلة بمهام الهيئة.

ويندرج بعث الهيئة ضمن استكمال وظائف المنظومة الرقابية وذلك بإحداث هيكل يضطلع بمهمّة التنسيق بين برنامج دائرة المحاسبات وبرامج هيئات الرقابة العامة والتفقديات الوزارية ويتولّى متابعة نتائج أعمالها وتنفيذ التوصيات الكفيلة بتدارك النّقائص وتلافي الإخلالات، بما من شأنه أن يضع حدّا لإهدار المال العمومي. كما يرمي إحداث هذا الهيكل إلى تفعيل الأعمال الرقابية ودعم نجاعتها وملاءمتها لمتطلبات تعصير التصرّف العمومي وترشيده.

## رؤساء الهيئة
| بداية العهدة   | نهاية العهدة   | الرئيس            |
| -------------- | -------------- | ----------------- |
| 19 أبريل 1993  | 18 سبتمبر 1996 | رشيد صفر          |
| 18 سبتمبر 1996 | 20 سبتمبر 2011 | الحبيب الحاج سعيد |
| 20 سبتمبر 2011 | 21 مارس 2014   | غازي الجريبي      |
| 21 مارس 2014   | 18 أكتوبر 2016 | أحمد عظوم         |
| 18 أكتوبر 2016 | 17 ديسمبر 2020 | كمال العيادي      |
| 17 ديسمبر 2020 | الآن           | عماد الحزقي       |

### مجلس الهيئة
يضمّ مجلس الهيئة العليا للرقابة الإدارية والمالية ويحضر جلساته الأعضاء الآتي ذكرهم:
| - رئيس الهيئة العليا للرقابة الإدارية والمالية. - رئيس هيئة المراقبة العامة للمصالح العمومية. - رئيس هيئة الرقابة العامة للمالية. - رئيس هيئة الرقابة العامة لأملاك الدولة والشؤون العقارية. - ممثل عن دائرة المحاسبات. | - المتفقد العام لمصالح وزارة الداخلية. - رئيس الهيئة العامة للميزانية. - رئيس هيئة مراقبي الدولة. - المدير العام للمساهمات بوزارة المالية. - المدير العام لوحدة متابعة تنظيم المؤسسات والمنشآت العمومية. |

## روابط خارجية
- الموقع الرسمي.